# 中央 (中野區)
中央（日语：／ Chūō */?）是東京都中野區的地名，現行行政地名為中央一丁目至中央五丁目。2013年10月1日為止的本地人口有27,451人。

## 概要
大略位於中野區中央地區。東至神田川，接新宿區北新宿。南至青梅街道，接中野區本町。北至大久保通，接中野區東中野、中野。西鄰杉並區高圓寺南。中野通與山手通貫穿町內。
因屬於「木賃帶」（木賃ベルト地帯）一部分，公寓林立，年輕獨居住戶眾多。
青梅街道下有丸之內線中野坂上站與新中野站。中野坂上站路口附近，因近年進行再開發，高樓大廈林立。此外，因本地距離新宿站較近，青梅街道沿線可見辦公大樓。

## 歷史

### 地名由來
因大致在中野區中央而得名。

### 新舊町名對照
1967年6月1日實施住居表示。
- 中央一丁目：宮園通一丁目一部分、川添町一部分、塔之山町一部分、本町通一丁目一部分、小淀町
- 中央二丁目：宮園通一丁目一部分、宮園通二丁目一部分、塔之山町一部分、本町通二丁目一部分、本町通三丁目一部分、宮前町
- 中央三丁目：宮園通三丁目一部分、本町通三丁目一部分、本町通四丁目一部分、上町一部分、仲町
- 中央四丁目：宮園通三丁目一部分、宮園通四丁目一部分、上町一部分、橋場町一部分、本町通四丁目一部分、本町通五丁目一部分
- 中央五丁目：宮園通四丁目一部分、宮園通五丁目一部分、橋場町一部分、本町通五丁目一部分、本町通六丁目一部分

## 主要設施
- 實踐學園
- 堀越學園
- 寶仙學園
- 寶仙寺
- 正行寺
- 中野總合醫院
- 中野區立中部健康福祉中心（すこやか福祉センター）
  - 仲町就勞支援事業所
- 中野區立東部地域中心
- 中野警察署
- 中野消防署本署（救急隊1）
  - 宮園出張所（救急隊1）
- 鍋屋橫丁
- 住友中野坂上大樓（住友中野坂上ビル）

## 備註
1. ↑  .   [2013-10-07]. （原始内容存档于2015-06-10）.